# Міський (стадіон, Дунайська Стреда)
«Міський стадіон» або  «МОЛ Арена» (словац. Mestský štadión, MOL Aréna) — футбольний стадіон у місті Дунайська Стреда, Словаччина, домашня арена ФК «ДАК 1904».
Стадіон побудований та відкритий 1953 року. У 1985 році споруджено та введено в експлуатацію основну трибуну потужністю 16 410 глядачів. У 2008 році, після виходу «ДАК 1904» до Суперліги, арену реконструйовано, в результаті чого приведено до вимог ліги. Протягом 2016—2017 років здійснено капітальну реконструкцію стадіону із перебудовою всіх конструкцій. На першому етапі робіт споруджено дві нові трибуни. На другому етапі споруджено головну трибуну з роздягальнями, VIP-сектором та пресцентром, фан-магазин, клубний музей і ресторан. Побудовано та впорядковано новий фасад стадіону. Арена відповідає вимогам ФІФА та УЄФА.
Комерційна назва стадіону «МОЛ Арена» пов'язана з укладеним спонсорським контрактом з однойменною компанією.